# Zenon Jabłoński
Zenon Jan Jabłoński (ur. 9 stycznia 1973) – polski matematyk, doktor habilitowany nauk matematycznych. Specjalizuje się w analizie funkcjonalnej oraz teorii operatorów. Adiunkt Katedry Analizy Funkcjonalnej Instytutu Matematyki Wydziału Matematyki i Informatyki Uniwersytetu Jagiellońskiego.

## Życiorys
Matematykę (1998) oraz informatykę (2001) ukończył na Uniwersytecie Jagiellońskim. Stopień doktorski uzyskał w 2002 broniąc pracy pt. Operatory hiperekspansywne, przygotowanej pod kierunkiem prof. Jana Stochela. Habilitował się w 2013 na podstawie oceny dorobku naukowego i rozprawy pt. Ciągi dodatnio i ujemnie określone w teorii operatorów. Poza Uniwersytetem Jagiellońskim pracuje także na Wydziele Nauk Inżynierskich Akademii Nauk Stosowanych w Nowym Sączu.
Swoje prace publikował w takich czasopismach jak m.in. „Journal of Functional Analysis”, „Memoirs of the American Mathematical Society", „Advances in Mathematics", „Journal of Mathematical Analysis and Applications”, „Proceedings of the American Mathematical Society”, „Studia Mathematica", „Mathematical Proceedings of the Cambridge Philosophical Society" oraz „Proceedings of the Edinburgh Mathematical Society”.